# Sânpetru de Câmpie
Sânpetru de Câmpie alte Schreibweise Sînpetru de Cîmpie [ˈsɨnpetru de ˈkɨmpie] (veraltet Sânpetru; deutsch Petersdorf, ungarisch Uzdiszentpéter) ist eine Gemeinde im Kreis Mureș in der Region Siebenbürgen in Rumänien.
Der Ort Sânpetru de Câmpie ist auch unter den ungarischen Bezeichnungen Ozdiszentpéter, Újszentpéter und Szentpéter bekannt.

## Geographische Lage

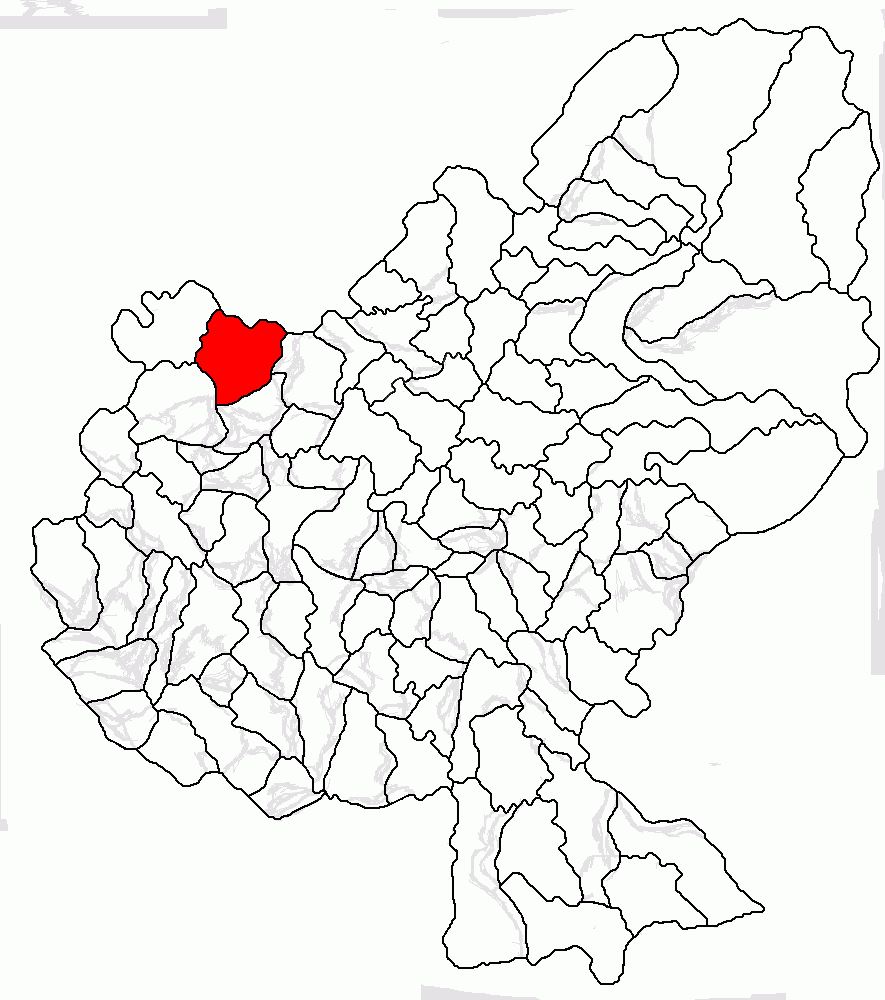
Lage der Gemeinde Sânpetru de Câmpie im Kreis Mureș

Die Gemeinde Sânpetru de Câmpie liegt in der Siebenbürgischen Heide (Câmpia Transilvaniei) – Teil des Siebenbürgischen Becken – im Westen des Kreises Mureș. Am Bach Șesu und der Nationalstraße 15E befindet sich der Ort Sânpetru de Câmpie 11 Kilometer südöstlich der Kleinstadt Sărmașu und etwa 41 Kilometer nordwestlich von der Kreishauptstadt Târgu Mureș (Neumarkt am Mieresch) entfernt.

## Geschichte
Der Ort Sânpetru de Câmpie wurde 1303 erstmals urkundlich erwähnt.
Eine Besiedlung auf dem Gebiet des eingemeindeten Dorfes Sângeorgiu de Câmpie (Sankt Görgen) wird auf dem Areal Comoara in die Römerzeit datiert. Archäologische Funde die auf dem Areal des Dorfes gemacht wurden, wurden der Jungsteinzeit zugeordnet.
In Sânpetru de Câmpie wurde eine Bronzestatue der Römerzeit sowie auch Funde im eingemeindeten Dorf Tușinu (Tussen) diesem Zeitalter zugeordnet. In der Liste der historischen Monumente des Rumänischen Ministeriums für Kultur und nationales Erbe werden im Ortszentrum des eingemeindeten Dorf Tușinu Funde einer Siedlung in die Römerzeit datiert.
Im Königreich Ungarn gehörten Orte der heutigen Gemeinde dem Stuhlbezirk Mezőörményes in der Gespanschaft Klausenburg und anschließend dem historischen Kreis Cluj und ab 1950 dem heutigen Kreis Mureș an.

## Bevölkerung
Die Bevölkerung der Gemeinde Sânpetru de Câmpie entwickelte sich wie folgt:
| 1850 | 2.931 | 2.308 | 234 | 7 | 382            |
| 1920 | 3.667 | 2.759 | 413 | 2 | 493            |
| 1966 | 5.282 | 4.527 | 462 | - | 293            |
| 1992 | 3.278 | 2.748 | 281 | 1 | 248            |
| 2002 | 3.181 | 2.564 | 254 | 4 | 359            |
| 2011 | 3.060 | 2.414 | 204 | - | 442            |
| 2021 | 2.723 | 2.111 | 74  | - | 538 (358 Roma) |

Seit 1850 wurde auf dem Gebiet der heutigen Gemeinde die höchste Einwohnerzahl, die der Rumänen und der Magyaren 1966 ermittelt. Die höchste Anzahl der Roma (399) wurde 1930 und die der Rumäniendeutschen (107) 1900 registriert.

## Sehenswürdigkeiten
- Im Gemeindezentrum die reformierten Kirche im 14. Jahrhundert errichtet, steht unter Denkmalschutz.[8]
- Im eingemeindeten Dorf Tușinu die Holzkirche,[10] ansonsten ist auf dem Gebiet der Gemeinde kein nennenswertes Objekt zu erwähnen.

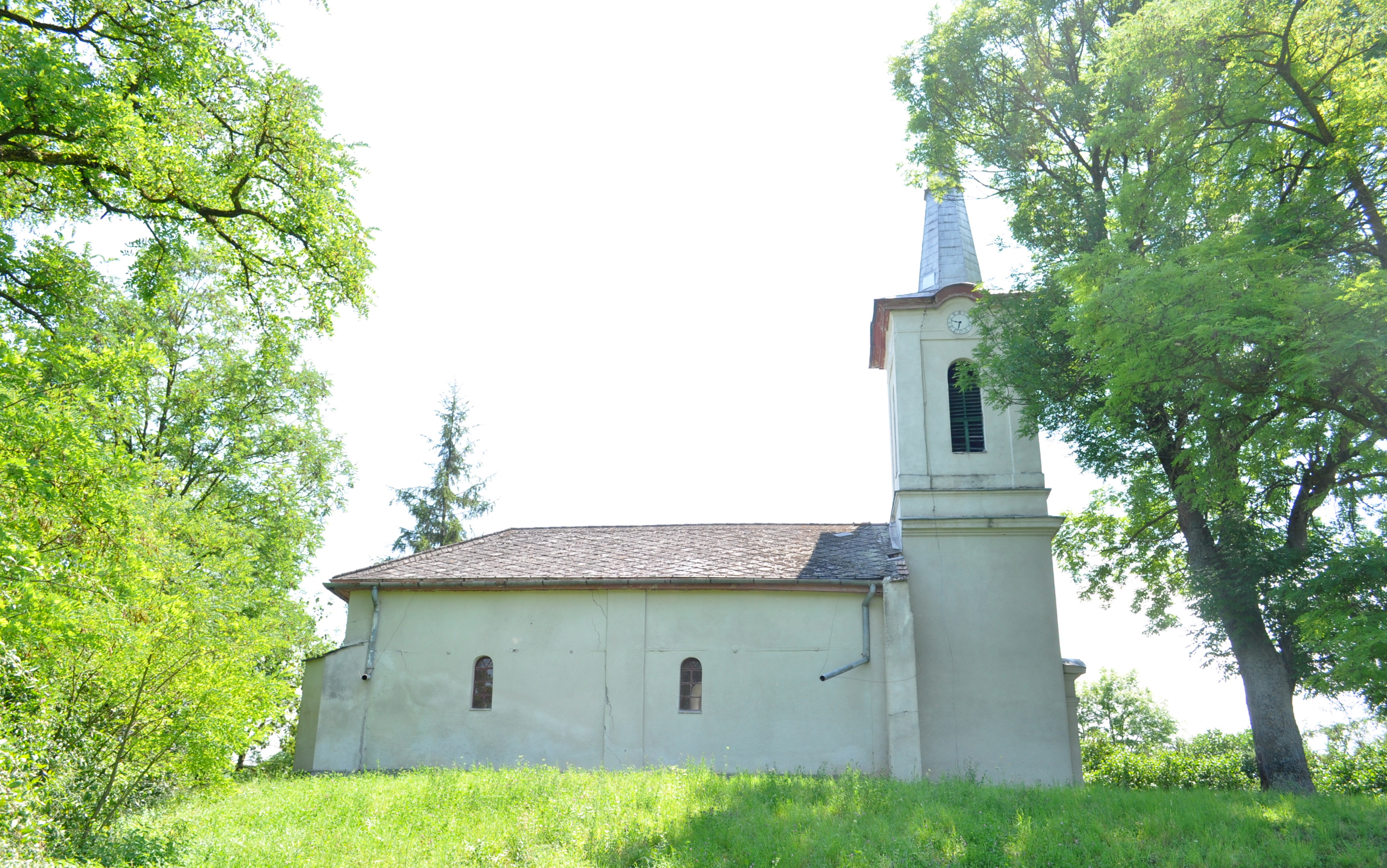
Reformierte Kirche in Sânpetru de Câmpie
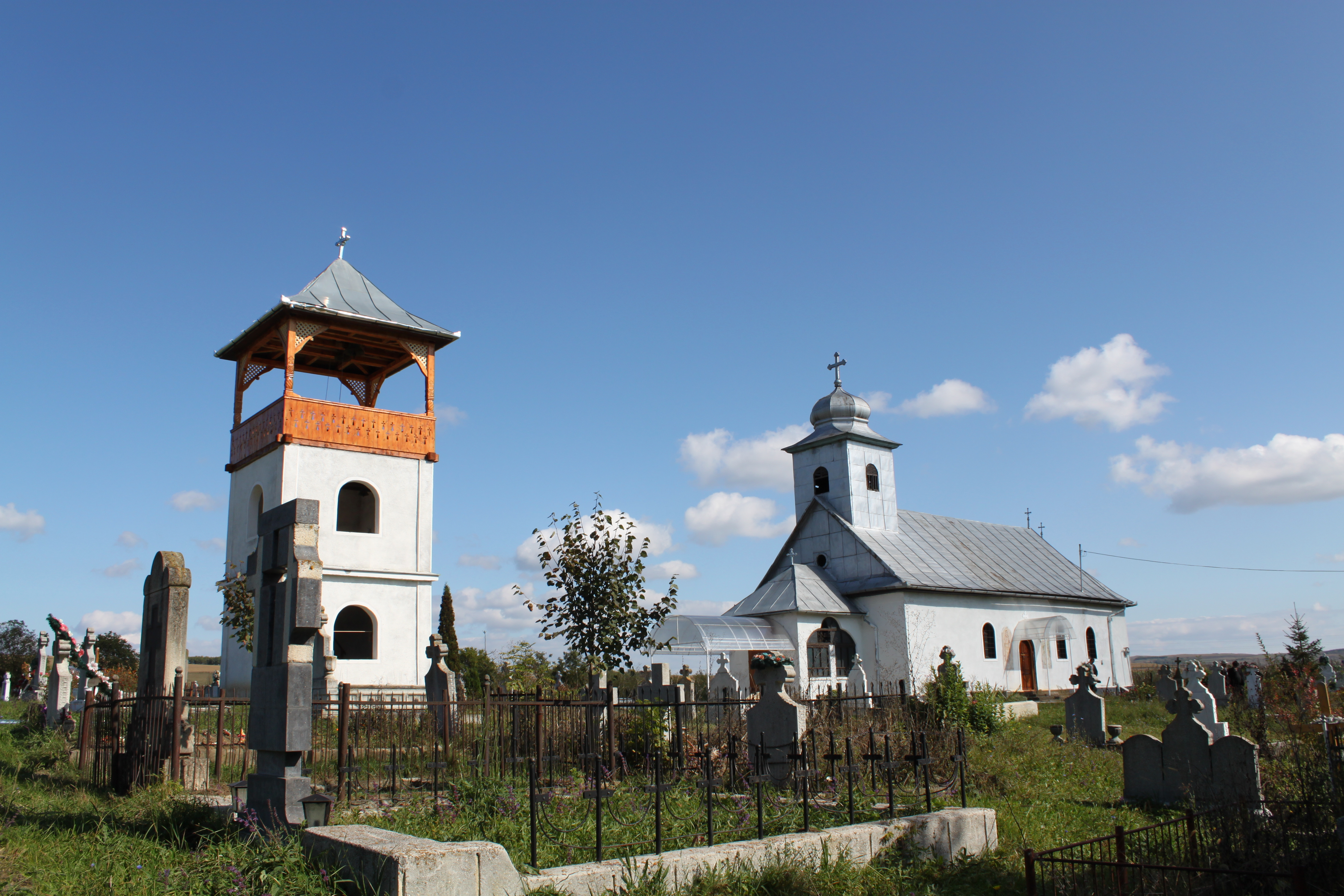
Holzkirche in Tușinu